# Sinraptor
Sinraptor là một chi khủng long, được P. Currie & Zhao X. mô tả khoa học năm 1994.